# Pentameris
Pentameris là một chi thực vật có hoa trong họ Hòa thảo (Poaceae).